# Speedy Ortiz
Speedy Ortiz est un groupe américain de rock indépendant originaire de Northampton, Massachusetts, États-Unis. À l'origine un projet solo pour la fondatrice Sadie Dupuis, depuis 2011 une incarnation complète du groupe a sorti trois EPs et trois LPs principalement sur Carpark Records. En 2022, le groupe est composé de Sadie Dupuis, Audrey Zee Whitesides, Andy Molholt, et Joey Doubek.

## Histoire

### Premières années (2011-2012)
Le groupe a vu le jour en 2011 en tant que projet solo de Sadie Dupuis, peu après qu'elle a déménagé à Northampton, pour travailler sur sa maîtrise en beaux-arts. Alors que Dupuis enseignait l'écriture de chansons dans un camp d'été, elle enregistrait également ses propres morceaux sur un ordinateur portable pendant son temps libre. Deux sorties ont résulté de ce projet solo, le Cop Kicker EP et l'album The Death of Speedy Ortiz.
Le groupe a été nommé d'après un personnage de la série de bandes dessinées Love and Rockets  qui s'est suicidé. Sadie Dupuis explique que lorsqu'elle a commencé à faire des démos pour ce projet, sa « colocataire était décédée d'une crise cardiaque très jeune... Et [son] meilleur ami d'enfance avait fait une overdose ». Elle a trouvé que l'histoire permettait de s'y identifier et a nommé le groupe Speedy Ortiz en référence à « la façon dont tout le monde fait face à cette perte. Et c'est en quelque sorte ce que les chansons représentaient pour moi au début Love & Rockets »[réf. nécessaire].
Le projet est devenu un groupe à part entière fin 2011. Le groupe a sorti indépendamment le single Taylor Swift, enregistré par Paul Q Kolderie, qui a été suivi par Sports en 2012, sorti sur Exploding in Sound Records. The Phoenix a nommé Speedy Ortiz Meilleur nouveau groupe du Massachusetts en 2012.

### Major ArcanaetReal Hair(2013–14)
Avant la sortie de leur premier album studio, le groupe a sorti le single Ka-Prow ! le 30 avril 2013, via Inflated Records.
Major Arcana est sorti sur le label Carpark Records le 9 juillet 2013,. Enregistré par Justin Pizzoferrato (ingénieur pour Dinosaur Jr et Thurston Moore), l'album a été enregistré en 4 jours au Sonelab. Inspiré par un livre d'histoire de l'occulte que Dupuis a lu, « les paroles font référence à des éléments occultes comme le soufre et le sel ». La chanson No Below a été utilisée dans la bande originale du jeu de Square Enix Life Is Strange : Before the Storm.
L'album a été salué par la critique dès sa sortie. Lindsay Zoladz de Pitchfork a donné à l'album un score de 8,4 et l'a qualifié de Meilleure nouvelle musique, écrivant que « Speedy Ortiz rejoint le petit club des jeunes groupes de rock indépendant qui écrivent des paroles qui valent vraiment la peine d'être écoutées »,'. David Brusie, de The A.V. Club, a quant à lui écrit : « Major Arcana est un premier album très assuré, qui fait de Speedy Ortiz un groupe à suivre. Comme ses chansons, la détonation du groupe est inévitable ».
Pour soutenir l'album, le groupe a réservé et organisé lui-même une tournée de 6 semaines aux États-Unis, en plus d'une tournée de 17 dates dans des salles tout public et des espaces DIY, ainsi que la première partie de The Breeders et de Stephen Malkmus and the Jicks pour une série de dates. Ils ont également participé aux festivals Primavera, Bonnaroo et Pitchfork.
Le 11 février 2014, le groupe sort le EP Real Hair sur Carpark Records en réunissant Paul Q Kolderie et Justin Pizzoferrato. L'EP a été écrit pendant une période d'accalmie entre les tournées sur quatre jours, « avant de partir pour notre tournée d'été avant que l'album ne sorte ». Pour soutenir la sortie de l'album, le groupe s'est embarqué pour une tournée au Royaume-Uni et en Europe avec Joanna Gruesome.
En 2014, le guitariste Matt Robidoux a été remplacé par un autre musicien du Massachusetts, Devin McKnight de Grass is Green. Le 11 juillet 2014, le groupe a partagé la chanson Bigger Party via le programme de singles 2014 d'Adult Swim. À l'automne, le groupe a sorti une autre chanson, Doomsday, via la série LAMC de Famous Class dans laquelle toutes les recettes numériques ont été versées au Fonds commémoratif Ariel Panero de VH1 Save the Music.
Le 21 janvier 2015, Dupuis a annoncé leur deuxième album studio, Foil Deer, qui est sorti le 21 avril 2015. Écrit au cours d'une retraite d'un mois dans les bois du Connecticut et enregistré en trois semaines au studio Rare Book Room du producteur Nicolas Vernhes à Brooklyn, Dupuis a décrit l'album comme « un disque plus texturé et calculé que son prédécesseur volcanique, l'écriture plus mesurée et moins réactionnaire ».
Le titre et la pochette de l'album ont été inspirés par la sculpture Le Cerf d'Ossip Zadkine. Dans une interview accordée à Pitchfork, Sadie Dupuis a déclaré qu'en tant que « personne qui reste à la maison et ne parle à personne », elle s'identifiait à « l'image de ce cerf doré et brillant, qui est naturellement une sorte d'animal craintif et reclus ».
L'année 2015 a été une année de rupture pour Speedy Ortiz, Foil Deer ayant été salué par la critique. Mike Katzif de NPR a décrit Dupuis « comme l'une des jeunes voix et l'un des jeunes paroliers les plus convaincants du rock ». Jill Mapes de Pitchfork a noté dans sa critique que l'« album est féroce et viscéral, les paroles brillent avec des fils impliquant des lames tranchantes au sens propre comme au sens figuré... Alors que Dupuis est de plus en plus sûre d'elle, elle et ses coéquipiers s'orientent vers leurs compositions les plus ambitieuses à ce jour ». Joe Coscarelli du New York Times a fait l'éloge de l'album, notant que c'était « comme si Fiona Apple avait rejoint un groupe punk, avec... encore plus d'assurance vocale ».
Toujours en 2015, Speedy Ortiz s'est classé dans les trois premières catégories des Boston Music Awards, à savoir artiste, album/EP (Foil Deer) et chanson de l'année (Raising the Skate). Le groupe a également remporté le prix de la meilleure action caritative en reversant les recettes nettes de sa dernière tournée à la Girls Rock Camp Foundation. Foil Deer a également valu au groupe le titre d'artiste de l'année 2015 de Noise. À propos du groupe, Noisey a déclaré : « Ils existent pour redonner à leur communauté. Ils existent pour vous donner du pouvoir. Ils existent pour vous faire lever le poing en l'air. Le groupe incarne ce que le genre punk rock a commencé par être - des guitares puissantes et une présence dominante sur scène - mais il a aussi apporté le message audacieux que peu importe qui vous êtes ou ce que vous ressentez, vous êtes OK »[réf. nécessaire].
En soutien à l'album, le groupe a effectué une longue tournée en Amérique du Nord et en Europe avec des artistes tels que Mitski, Alex G, Downtown Boys, Palehound, Krill et Trust Fund, ainsi que des concerts en co-tête d'affiche avec Ex Hex, The Good Life et Hop Along. Le groupe a également fait des apparitions à Outside Lands, Forecastle Festival et Riot Fest,,,.

En décembre 2015, le groupe s'est lancé dans une tournée de bienfaisance pour tous les âges, dont 100 % des recettes nettes sont reversées à la Fondation Girls Rock Camp, un organisme à but non lucratif qui génère des fonds pour des camps conçus pour aider les filles à développer des compétences réelles et une expression artistique par le biais d'une collaboration musicale. Le 9 mai 2016, le groupe a annoncé l'EP Foiled Again comprenant des remixes de Lizzo, Lazerbeak et Open Mike Eagle ainsi que des chutes de Foil Deer. L'EP comprend le titre Death Note, qui tire son nom de la série manga/anime éponyme.
Le 20 février 2017, le groupe sort le titre In My Way dans le cadre de la compilation Our First 100 Days, au profit d'organisations qui soutiennent des causes mises en danger par l'administration Trump. Le 7 juillet 2017, le groupe sort la chanson " Screen Gem " pour coïncider avec l'annonce du départ de Devin McKnight. Les recettes de la vente du morceau ont bénéficié à l'association à but non lucratif de réforme de la justice pénale CLOSErikers, à la demande de McKnight.

### Twerp Verse, changements de line-up etRabbit Rabbit(2018-à aujourd'hui)
Le 21 février 2018, le groupe a publié le single principal Lucky 88 de leur troisième album Twerp Verse, qui est sorti le 27 avril. Enregistré au Silent Barn et mixé par Mike Mogis, l'album était en fait la deuxième tentative du groupe pour un nouvel album, une tentative précédente ayant été abandonnée à la suite de l'élection présidentielle américaine de 2016. Dupuis a déclaré que « les chansons de l'album [mis au rebut] qui étaient strictement personnelles ou amoureuses ne signifiaient plus rien pour moi ». Twerp Verse a également été le premier album à inclure le guitariste rythmique Andy Molholt, anciennement de Laser Background.
Lean In When I Suffer, le deuxième single de l'album, est sorti le 21 mars 2018, accompagné d'une vidéo présentée en avant-première par The Fader. Villain, le troisième single de l'album, est sorti le 11 avril 2018. Fern a quitté le groupe peu après la sortie de Twerp Verse, et a été remplacé par Audrey Zee Whitesides (anciennement de Worriers). Falcone quitte le groupe en 2019, remplacé par Joey Doubek, ancien batteur d'Allison Crutchfield.
Le 12 avril 2023, le groupe sort un nouveau single intitulé Scabs. Le 1er juin 2023, le groupe dévoile les détails de leur quatrième album studio Rabbit Rabbit, qui sortira sur le label de Dupuis, Wax Nine, le 1er septembre 2023. Pour coïncider avec l'annonce, le groupe a partagé un deuxième single de l'album intitulé You S02.

## Influences musicales
Le groupe oscille entre indie rock, rock alternatif, grunge et noise pop.

## Membres
Actuels
- Sadie Dupuis - chant principal, guitare solo, synthétiseur (2011-présent)
- Andy Molholt - guitare rythmique (2017-présent)
- Audrey Zee Whitesides – basse, chœurs (2018-présent)
- Joey Doubek – batterie (2019-présent)

Anciens
- Devin McKnight – guitare rythmique (2014-2017)
- Matt Robidoux - guitare rythmique (2011-2014)
- Mike Falcone - batterie, chœurs (2011-2019)
- Darl Ferm – basse (2011-2018)

Chronologie

## Discographie
Albums
- Major Arcana (en) (2013, Carpark)
- Foil Deer (en)  (2015, Carpark)
- Twerp Verse (en) (2018, Carpark)
- Rabbit Rabbit (en) (2023, Wax Nine)

EP
- Sports (2012, Exploding in Sound)
- Real Hair (en) (2014, Carpark)
- Foiled Again (2016, Carpark)

Démos
- Cop Kicker EP (2011, self-released)
- The Death of Speedy Ortiz (en) (2011, self-released)

Singles
- Taylor Swift b/w Swim Fan (2012, self-released)
- Ka-Prow! b/w Hexxy (2013, Inflated)
- No Below (2013, Carpark)
- Tiger Tank (2013, Carpark)
- Bigger Party (2014, Adult Swim)
- Split with Chris Weisman (Doomsday) (2014, LAMC)
- Raising The Skate (2015, Carpark)
- The Graduates (2015, Carpark)
- Swell Content (2015)
- In My Way (2017)
- Screen Gem (2017)
- Lucky 88 (2017)
- Lean In When I Suffer (2018)
- Villain (2018)
- Blood Keeper (Liz Phair cover) (2018, Carpark)
- Adult Swim Singles (DTMFA b/w Bigger Party) (2018)
- Cutco (2021)
- Scabs (2023)
- You S02 (2023)
- Plus One (2023)
- Ghostwriter (2023)